# Kevin (rapper)
Kevin de Gier (Rotterdam, 19 april 1994), beter bekend als simpelweg Kevin, is een Nederlands rapper. Hij maakte zijn debuut rond 2011 bij Rotterdam Airlines. De eerste jaren werkte hij vooral met andere artiesten samen. Zijn eerste solosingle Op de block (2016) werd een hit op YouTube. Zijn nummer Havenstad (2016) werd door 101Barz opgenomen in de lijst van De 10 hardste odes aan steden.

## Biografie
Kevin behoort tot de eerste rappers die zich aansloten bij het label Rotterdam Airlines. Toen het label nog kleinschalig opereerde, rapte hij samen met onder meer Jairzinho en JasonFuturistic, zoals in 2011 in Pilots en Take off. Hij werkte ook mee aan albums van andere aangesloten rappers als Sevn Alias (Twenty four Sevn mixtape, 2015, en Twenty four Sevn 3, 2016) en Josylvio (Ma3seb, 2016).
In januari 2016 bracht hij zijn eerste solosingle uit, Op de block, waarbij hij bijgestaan werd door Emms van Broederliefde. De single was na acht maanden meer dan een miljoen maal bekeken op YouTube. Daarnaast rapte hij in 2016 in vier nummers van het labelalbum Gate 16 dat de nummer 2-positie bereikte in de Album Top 100. In mei 2016 gaf hij zijn debuutsessie bij het hiphopplatform 101Barz van BNN.
Een maand later verscheen het album Boothcamp op initiatief van het nieuwe label Blauwdruk van onder meer Lange Frans. Kevin werkte hieraan mee met het nummer Havenstad met achtergrondzang van Laise Sanches (Adlicious). Het nummer kwam enkele maanden erna in de lijst van De 10 hardste odes aan steden terecht die Steven Norbart opstelde voor 101Barz. Het nummer is geïnspireerd op More days to come (1998) van de Rotterdamse rapper E-Life.
In december 2016 verscheen zijn debuut-ep Kleine versnelling  waaraan onder meer Sevn Alias en Vic9 meewerkten. Bij 101barz hield hij een sessie van dit werk. In de zomer van 2017 werkte hij samen met Sevn Alias, Vic9, Kempi, Josylvio, Latifah en Rocks aan het album All eyez on us dat is geïnspireerd op de film over het leven van de rapper Tupac Shakur, getiteld All eyez on me.
Op 30 maart 2018 verscheen Kevins debuutalbum Lente. Het album kwam binnen op nummer een in de Album Top 100 en wist deze positie twee weken vast te houden. Op het album staat onder andere de nummer een hit Beetje moe met Chivv en Lil' Kleine en de hit Tijdloos.
Op 3 mei 2019 verscheen Kevins nieuwe album, 'Vrij'. Het album kwam weer binnen op nummer 1 in de Album Top 100 en bleef 2 weken aan de top.
In mei 2020 tekende Kevin bij het label Noah's Ark. De eerste single die hij uit bracht onder dit label, "Gordelweg", kwam op nummer 1 in de Nederlandse Single Top 100. Deze single bleek de eerste single te zijn van zijn nieuwe album Animal Stories, dat op 4 september 2020, net als zijn vorige twee albums, op nummer 1 binnenkwam in de Album Top 100 en deze positie twee weken vasthield. In 2021 bracht hij het album Grote Versnelling uit.